# Tanneguy Duchâtel
Charles Marie Tanneguy Duchâtel, född 19 februari 1803, död 6 november 1867, var en fransk greve och politiker.
Duchâtel var advokat och en framstående finansman. Han var anhängare av Thomas Robert Malthus teorier och medarbetade under Pierre Leroux i Globe. Duchâtel blev deputerad 1833, var lantbruks- och handelsminister 1834-36 och finansminister 1836-37. Som deputeradekammarens vicepresident 1839 understödde han François Guizots politik. Duchâtel var 1839-40 två omgångar inrikesminister. Efter 1848 års revolution övergav han politiken och ägnade sig åt konst och litteratur.